# Rio paliszander
A rio paliszander  egy Dél-Amerikában honos trópusi lombos fafaj, a Dalbergia nigra értékes, kemény, dekoratív faanyaga. Szépsége, bíborvöröses-barnás színe, aromatikus illata miatt más faanyagokkal együtt rózsafának is nevezik.
Egyéb kereskedelmi elnevezései: rio palisander, brazilian rosewood, palissandre, palisandro, cabiuna, caviuna, cambore, pau preto, urauna. spanyol, portugál elnevezése még a jacarandá, de semmi köze a Jacaranda nemzetségbe tartozó fákhoz, melyek faanyaga nincs kereskedelmi forgalomban.

## Az élő fa
Dél-Amerika trópusi alsó esőerdeiben fordul elő, elsősorban Kelet-Brazíliában Bahiától Rio de Janeiróig, sőt, egészen Argentínáig. Nagyon lassan növekszik, magassága 15–20 méter. Törzse legtöbbször szabálytalan, nem hengeres formájú.

## A faanyag
A szíjács sárgás színű, széles, a geszt színe világos- vagy sötétbarna, sötétebb ibolyaszínű erezettel. Az edények nagyok, szórtak, a bélsugarak szabad szemmel alig láthatók. Tartós mandulaillata van.

## Felhasználása
SzárításLevegőn lassan szárad, kissé hajlamos a repedésre. Stabilitása közepes vagy jó.
MegmunkálásÁltalában jól megmunkálható, késelhető, nehezen fűrészelhető. A vágóéleket erősen tompítja. Gőzölve jól hajlítható.
RögzítésJól ragasztható.
FelületkezelésKitűnően lakkozható, pórustömítést igényel.
TartósságGombáknak, rovaroknak jól ellenáll, időjárásálló.
Késelt színfurnért, luxusminőségű bútort, parkettát készítenek belőle, az igényes belsőépítészet alkalmazza. A hangszerészetben többek között a klasszikus gitár oldalának és hátának legnemesebb anyaga. Használják biliárdasztalok készítésénél, esztergált termékekhez.

## Lásd még
- Cocobolo
- Grenadilfa
- Sono keling (kelet-indiai paliszander)